# Roland Besson
Roland Besson i Bonnet (Boulogne-Billancourt - França, 14 de setembre del 1962) és un trompetista, compositor i pedagog nord-català estretament vinculat al món de la cobla.

## Biografia
Nasqué a prop de París i de jove es traslladà a viure a Cotlliure (Vallespir), on conegué la sardana. A quinze anys comença a practicar la trompeta i, tot seguit, es matriculà al conservatori de Perpinyà; acabà els seus estudis amb el Premi de Trompeta i el Diploma d'Estat de professor de música. Amb Mariel·la Finet va ser membre fundador (1979) de la colla sardanista Lliure del Rosselló. L'any 1989 fundà, amb altres companys músics, la cobla Mil·lenària, on exercí de trompetista fins a l'any 1994. Dirigeix l'escola de música de Sant Cebrià de Rosselló (2008) i ha ensenyat a la de Ceret. És des del 2003 jurat del premi de composició Ceret-Banyoles
Com a compositor ha estat autor d'una vintena de sardanes i d'un seguit d'altres peces que han explorat les col·laboracions entre la cobla i instruments diversos: carilló, guitarra elèctrica, percussió, instruments tradicionals...

## Obres
- Cercles (2004), obra lliure per a cobla i bagad bretó
- Confluència (1997), glossa per a cobla i percussió
- Conseqüència (2000), suite per a cobla, guitarra elèctrica i percussió  Arxivat 2010-01-09 a Wayback Machine.
- Le Grand Parler du Peuple Aurochs: oratorio profane (2009) , per a narrador i cobla, amb text de Clément Riot [Enllaç no actiu]
- Metalls i batalls (2007), obra lliure per a cobla i carilló en quatre parts: Calitja per matines, Gegants!, Nin-Nan i Aixís [sic] un vespre, enregistrada per la cobla Mil·lenària i el carilló ambulant "Ville de Douai-Région Nord-Pas de Calais" en el DC Cobla i carilló (Baiona: Agorila, 2008) Presentació[Enllaç no actiu]
- La Nonchalante, per a trio  Arxivat 2009-11-16 a Wayback Machine.
- El ufano (1999), pas-doble per a cobla
- Ventegueres (2007), obra lliure per a cobla, tarota i sac de gemecs

### Sardanes
- Cataquefaràs (1998)
- 5 x 10 (2007)
- Clar que si ! (1995), obligada de trompeta
- Clariana (1995), dedicada a les seves filles Clara i Anna, enregistrada per la cobla Mil·lenària en el DC Sardanes del Foment de la Sardana de Ceret (Cànoes: Octave ref. OCT J 91) Partitures[Enllaç no actiu]
- Colla Sol i Vent (2000), dedicada a la colla sardanista de Sureda, enregistrada per la cobla Contemporània en el DC Contemporanis 5 (Barcelona: PICAP, 2006 ref. 910485-02) i per la cobla Marinada en el DC Les sardanes de les colles III (Barcelona: Àudiovisuals de Sarrià, 2001 ref. 51746) [Enllaç no actiu]
- De terra endins (1999), per a dues cobles i percussió, enregistrada per les cobles Mil·lenària i Sant Jordi en el DC Sardanes per a dues cobles (Cànoes: Octave, 1999 ref. OCT J 103)
- Dijous vinent (1994), primera sardana
- Dos campanars (1995), enregistrada per la Principal de la Bisbal en el DC Les sardanes dels Foments (Barcelona: Àudiovisuals de Sarrià, 1998 ref. 51637) i per la cobla Mil·lenària en el DC Sardanes (Baiona: Agorila, 2009)
- Kilfenora (2002), per a cobla i instruments irlandesos, enregistrada per la cobla Tres Vents en el DC Compositors Nord-Catalans (Cànoes, Octave, 2004)
- Ni una nit (2001), enregistrada per la Principal del Llobregat en el DC Sardanes dels compositors de la Catalunya Nord 2 (Barcelona: Àudiovisuals de Sarrià, 2008) Partitures[Enllaç no actiu][Enllaç no actiu]
- Tres tigres (1999), obligada de tres trompetes, enregistrada per la cobla Tres Vents a Compositors Nord-Catalans
- L'u de maig a Mollet del Vallès (1996)
- Un altre juny (1996), enregistrada per la cobla Tres Vents a Compositors Nord-Catalans
- Un petit camí verd (1994) Partitures[Enllaç no actiu]
- Ventim (1997)
- Revessa: No sóc aquella! (1996)